# Каєтур (національний парк)

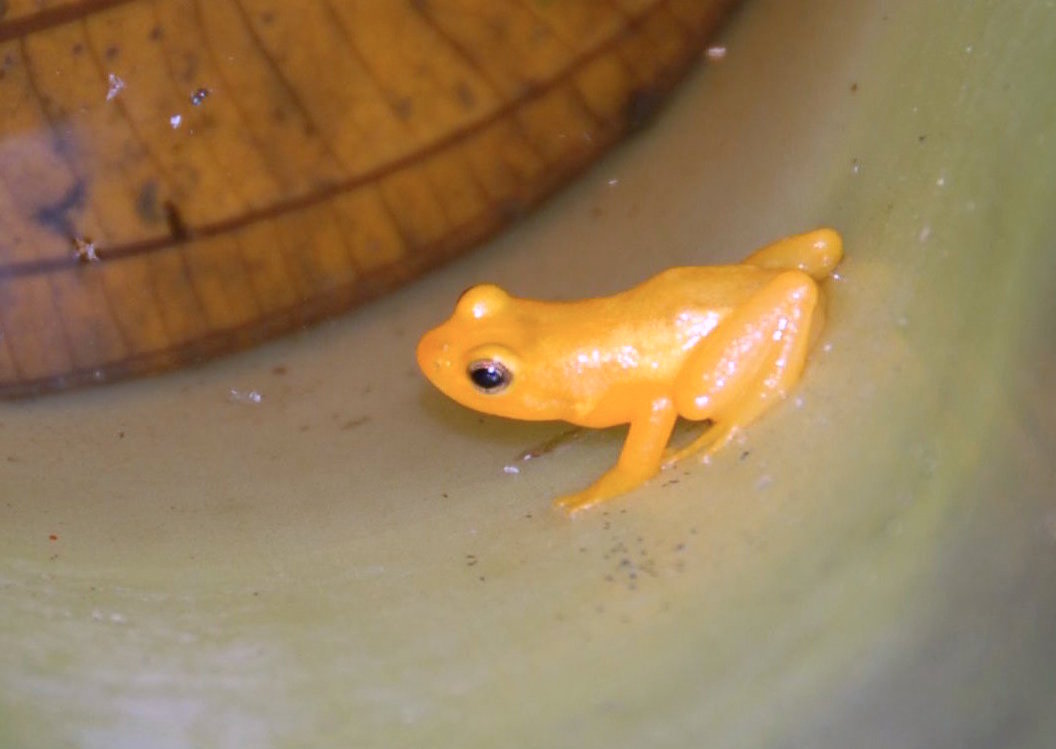
Жаба Anomaloglossus beebei в національному парку Каєтур

Національний парк Каєтур — національний парк, розташований у регіоні Потаро-Сипаруні в Гаяні. Межі та призначення парку визначені в Законі про національний парк Каєтур, і його було створено для збереження природного ландшафту (включаючи водоспад Каєтур), а також його фауни та флори. Є організми, які є унікальними для цього парку і не зустрічаються більше ніде в світі. Серед цих організмів — Anomaloglossus beebei, яка є жабою, яка населяє Brocchinia micrantha лише в цьому парку і більше ніде в світі. Комісія керується актом про національний парк Каєтур.

## Опис
Зазвичай він вважається єдиним національним парком країни, оскільки столичний національний парк не є заповідником.
Найпопулярнішою туристичною визначною пам'яткою парку є водоспад Каєтур, який вважається найбільшим однокраплинним водоспадом за обсягом води.
Водоспад Оріндуїк — це серія каскадних водоспадів у національному парку. У цих водоспадах є яма для купання, якою зазвичай користуються туристи.
Парк розташований в екорегіоні вологих лісів Гаяни. Він обслуговується міжнародним аеропортом Каєтур, який розташований на водоспаді Каєтур.
Існує кілька невеликих племен індіанців, які жили в лісах Амазонки тисячі років.

## Межі
Початкові межі: починаються в точці на лівому березі річки Потаро, 200 футів (61 м) нижче бази відпочинку Tukeit Rest House Compound, потім уздовж стежки до струмка Коруме, потім вгору по струмку Коруме до його витоку, потім до посадки Мензіс на лівому березі річки Потаро включно, потім через річку Потаро праворуч берег, потім углиб країни на 0,25 милі (400 м), потім вниз і паралельно правому березі річки Потаро до безіменної притоки приблизно на 300 футів (91 м) нижче підніжжя водоспаду Тукейт, потім вниз лівим берегом цієї притоки до річки Потаро, потім до точки початку.
У 1999 році площа парку була збільшена з 5 квадратних миль (10 км2) до 242 квадратні милі (630 км2) указом президента.

## Видобуток корисних копалин
У 2017 році два десятки селян із громади Ченапау були заарештовані за незаконний видобуток корисних копалин у межах національного парку Каєтур, але пізніше були звільнені без висунення будь-яких звинувачень.
У листопаді 2023 року жителів села знову звинуватили в незаконному видобутку корисних копалин у межах парку, що призвело до протесту селян, які заявили про необхідність видобування корисних копалин як основного джерела доходу. Головний наглядач і Комісія з геології та гірничої справи Гаяни (GGMC) наказали протестувальникам залишити територію, інакше послідують наслідки. Селяни стверджували, що займаються видобутком корисних копалин у буферній зоні, яка була позначена як земля для видобутку корисних копалин відповідно до Закону про індіанців.
Міністр природних ресурсів Вікрам Бгаррат заявив, що GGMC допоможе селянам знайти іншу територію для видобутку, яка не входить до меж національного парку.